# ماركو غانا
ماركو غانا (بالإيطالية: Marco Ganna)‏ هو راكب الكنو إيطالي، ولد في 14 ديسمبر 1961.

## وصلات خارجية
- ماركو غانا على موقع اللجنة الأولمبية الدولية (الإنجليزية)
- ماركو غانا على موقع أوليمبيديا (الإنجليزية)